# ON TELEVISION
『ON TELEVISION Theme, TV CM, J. I. Best Selection』（オン・テレヴィジョン テーマ・テレビ・シーエム・ジェイ・アイ・ベスト・セレクション）」は1992年12月2日にファンハウスから発売された稲垣潤一7枚目のベスト・アルバム。

## 背景
先行シングル『クリスマスキャロルの頃には』を含むテレビドラマ・バラエティ番組主題歌・挿入歌・TV-CM起用曲だけを収録した編集盤。

## ディスクジャケット
ジャケットが2種類存在。MD版（ジャケット1種類）も発売されている。

## 収録曲
既発曲の解説は各収録作品を参照のこと。
1. 世界でたったひとりの君に（リミックスニューバージョン）
  - 「ケンタッキーフライドチキン」東北地方CMソング。
2. 君に逢いたい午後
  - フジテレビ「なるほど!ザ・ワールド」エンディング・テーマ。
3. バチェラー・ガール
  - ヨコハマタイヤ「INTECH」CMソング。大瀧詠一もセルフカバー。
4. 1969の片想い
  - JT「SomeTime Light」CMソング。
5. メリークリスマスが言えない
  - 三貴「ブティックJOY」CMソング。
6. クリスマスキャロルの頃には
  - TBSテレビ系「ホームワーク」主題歌。
7. 心からオネスティー
  - 明治ブリックCMソング。CMに稲垣本人が出演、ドラムを叩く。
8. April
  - SANYO「おしゃれなテレコU4CD」 CMソング。
9. 1ダースの言い訳
  - SANYO「おしゃれなミニコンポWO5CD」CMソング。
10. 時を越えて
  - 日本生命CMソング。
11. トライアングル
  - 日本テレビ系「キスの温度〜いちばん近い他人」挿入歌。
12. 思い出のビーチクラブ
  - カナダドライ・ジンジャーエール CMソング。
13. Congratulations
  - 第一生命 CMソング。